# Sam Anderson
Sam Anderson (ur. 13 maja 1945 w Wahpeton) – amerykański aktor.

## Wybrana filmografia
- od 2005: LOST: Zagubieni jako dr. Bernard Nadler
- 2005: Touched jako Doktor Reynolds
- 2003–2004: Married to the Kellys jako Bill Kelly
- 2003: Tajemniczy filantrop jako Mr. Gibson
- 2002: Luzacy jako Charles Patton
- 2000: Independent, The jako Ed
- 2000: Distance, The jako John Harrison
- 2000: Shangri-la Café, The jako Mężczyzna
- 2000: Cudowne lato jako Steven
- 1999: NetForce jako Fox
- 1999: Fala uderzeniowa jako Alex Holmes
- 1998: Wojny w Pentagonie jako Kongresmen